# Rinorea maculata
Rinorea maculata (Tul.) Baill. – gatunek roślin z rodziny fiołkowatych (Violaceae). Występuje naturalnie w zachodniej części Madagaskaru. 

## Morfologia
PokrójZimozielony krzew dorastający do 1–5 m wysokości.
LiścieBlaszka liściowa ma owalnie lancetowaty kształt. Mierzy 3,5–6,5 cm długości oraz 1,6–2,5 cm szerokości, jest karbowana lub ząbkowana na brzegu, ma zbiegającą po ogonku nasadę i spiczasty lub tępy wierzchołek. Przylistki są podługowato równowąskie. Ogonek liściowy jest nagi i ma 5–12 mm długości.
KwiatyZebrane w wiechach wyrastających z kątów pędów. Mają działki kielicha o owalnie podługowatym kształcie. Płatki są podługowate i mają białą barwę.
OwoceTorebki mierzące 10-12 mm średnicy, o niemal kulistym kształcie.